# 1297년

## 연호
- 원(元) 원정(元貞) 3년 / 대덕(大德) 원년
- 일본(日本) 에이닌(永仁) 5년
- 쩐 왕조(陳朝) 흥롱(興隆) 5년

## 기년
- 원(元) 성종(成宗) 3년
- 고려(高麗) 충렬왕(忠烈王) 23년
- 쩐 왕조(陳朝) 영종(英宗) 5년

## 탄생
- 고려 후기의 문신 이정. (~1361년)

## 사망
- 6월 11일 - 고려의 왕비 제국대장공주. (1259년~)

### 미상
- 고려의 후비 무비. (?~)